# Genetic Me
|  | Denne artikel er oprettet af botten PalnaBot ud fra en ekstern database. Den kan derfor have sproglige fejl eller mangler. Denne skabelon kan fjernes efter kontrol af indholdet. |

Genetic Me er en dokumentarfilm instrueret af Pernille Rose Grønkjær efter manuskript af Lone Frank.

## Handling
Genetic Me er en humoristisk og meget menneskelig port til den spirende videnskab om, hvem vi er. Med lune og ærlighed forbinder filmen en dybt personlig fortælling med den nyeste genetiske forskning og giver friske perspektiver på det eviggyldige spørgsmål: "Hvordan blev jeg, den jeg er?" Det er videnskab, som du troede, du aldrig ville forstå, som er gjort tilgængelig, og som vil sætte dig på en tankerejse ind i fremtiden. I denne dokumentarfilm afsøger vi den nyeste forskning i den menneskelig psykologis genetik. Filmen beskriver en personlig søgen. Vores hovedperson, videnskabsjournalist Lone Frank vil undersøge, om et kendskab til vores egen genetik vil ændre vores syn på os selv og påvirke vores opfattelse af den måde vi er mennesker på - forståelsen af din egen personlighed. Lone slæber selv rundt på en temmelig ubehagelig personlighed, som har givet hende mange problemer gennem livet. Hun er fast besluttet på at ændre denne personlighed, for hun ønsker inderligt at blive en anden. Hun gennemgår en psykologisk test og får de relevante gener kortlagt, for at finde frem til hvordan hun kan ændre sig. Lone er selv biolog, og hun er overbevist om, at løsningen ligger i viden om vores biologiske forudsætninger. På sin vej tager hun publikum på en videnskabelig og filosofisk rejse ind i den nyeste viden om, hvordan vores genetiske information former hjernen og sindet og derigennem vores personlighed.